# Ametralladora Ho-103
La Ho-103 de 12,7 mm, también conocida como Tipo 1,  era una ametralladora pesada aérea japonesa ampliamente utilizada durante la Segunda Guerra Mundial. 

## Descripción

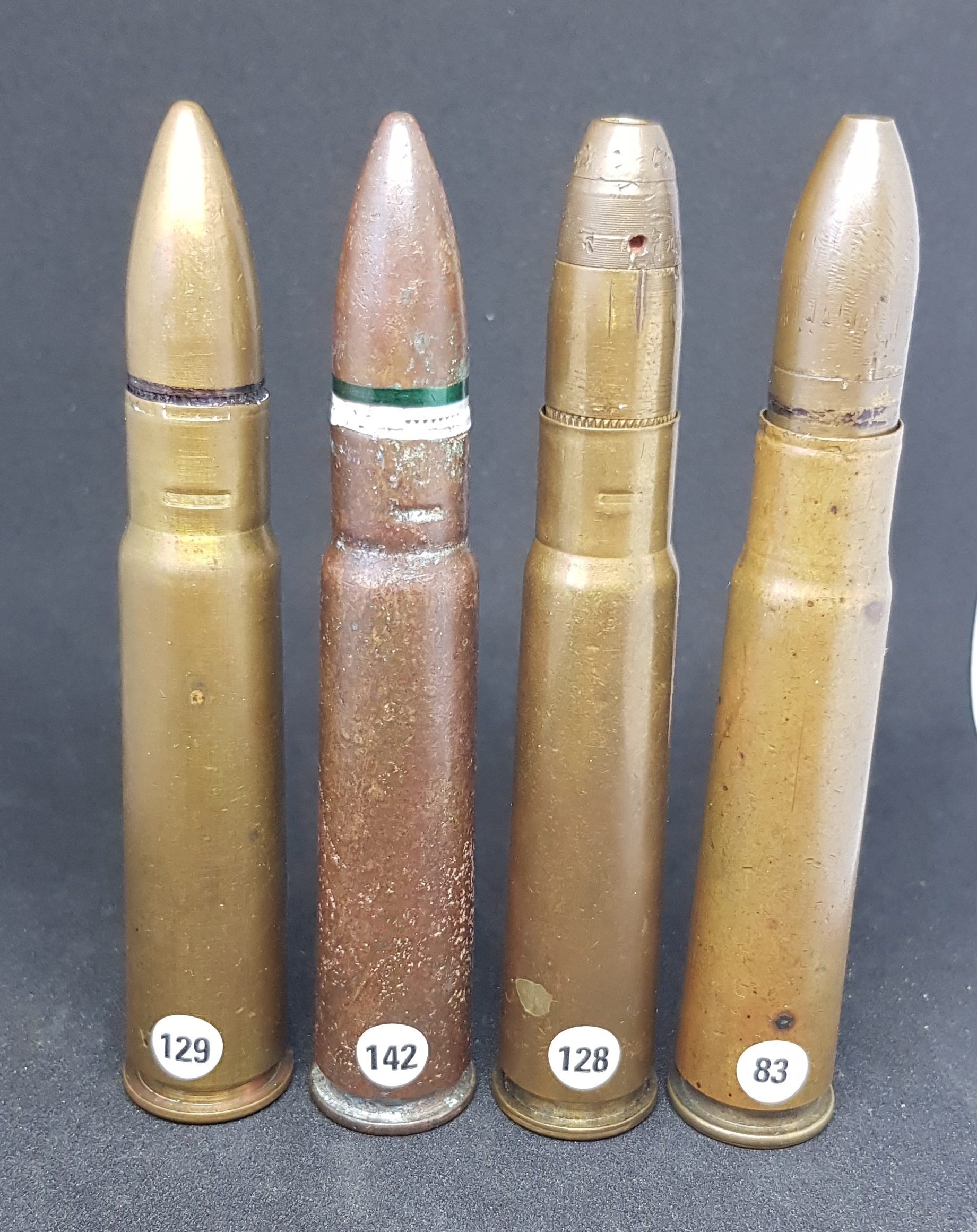
Algunos cartuchos 12,7 x 81 SR Breda empleados por la Ho-103. De izquierda a derecha: AP-T (luz roja), AP-T (luz blanca), Ma 103 Explosivo Incendiario (espoleta de dos piezas, con restos de pintura blanca cerca de la boca del casquillo) y Ma 102 Explosivo Incendiario.

La Ho-103 era empleada en montajes alares o sincronizada con la hélice del motor, mientras que la Ho-104 iba montada en afustes flexibles. Estaba basada en la ametralladora aérea estadounidense Browning M1921 del mismo calibre, pero tenía una mayor cadencia de disparo al emplear un cartucho italiano más pequeño y menos veloz, situado entre el 13 x 64 de la MG 131 alemana y el 12,7 x 99 de la Browning M2 estadounidense. A causa de esto, el arma era frecuentemente cargada con cartuchos explosivos o incendiarios en un intento por aumentar los daños a los aviones enemigos.
Los cartuchos empleados por esta ametralladora eran:
- Estándar, marcado con un anillo rosa/rojo alrededor de la boca del casquillo
- Antiblindaje de origen italiano, con la punta de la bala pintada de negro.
- Dos tipos de antiblindaje trazadores, marcados con un anillo negro (luz roja) o verde y blanco (luz blanca) alrededor de la boca del casquillo.
- Explosivo incendiario con espoleta, de origen italiano, con el casquillo pintado de azul o rojo. Su bala estaba cargada con 0,80 g de PENT y mezcla incendiaria.
- Ma 102, explosivo incendiario sin espoleta, marcado con un anillo púrpura alrededor de la boca del casquillo. Su bala estaba cargada con 2 g de PENT y RDX, más 1,46 g de mezcla incendiaria. 
- Ma 103, explosivo incenciadio con espoleta, marcado con un anillo transparente (espoleta de una pieza) o blanco (espoleta de dos piezas) alrededor de la boca del casquillo. Su bala estaba cargada con 0,80 g de RDX y 1,46 g de mezcla incendiaria.
El cartucho 12,7 x 81 SR Breda le permitía a la Ho-103 alcanzar una cadencia de 900 disparos/minuto, pero la poca idoneidad del sistema de recarga por retroceso corto para ser sincronizado, reducía la cadencia a 400 disparos/minuto en las ametralladoras sincronizadas. Sin embargo, la fuente japonesa y los reportes de inteligencia Aliados no mencionan que esta ametralladora tuviese un defecto al sincronizarla con la hélice.  